# Jacky Mathijssen
Jacky Mathijssen (ur. 20 lipca 1963 w Dilsen-Stokkem) – belgijski piłkarz grający na pozycji bramkarza, a następnie trener piłkarski. Od 2020 jest selekcjonerem reprezentacji Belgii U-21.

## Kariera piłkarska
Swoją karierę piłkarską Mathijssen rozpoczynał w 1973 roku w juniorach klubu VVH Dilsen. W 1982 roku został zawodnikiem KFC Winterslag. W sezonie 1982/1983 zadebiutował w jego barwach w pierwszej lidze belgijskiej. W debiutanckim sezonie spadł z Winterslagiem do drugiej ligi.
W 1985 roku Mathijssen przeszedł do Royalu Charleroi. Występował w nim do końca sezonu 1989/1990. Latem 1990 przeszedł do KRC Genk. Występował w nim w latach 1990-1993. Z kolei w latach 1993-2000 był zawodnikiem Lommel SK. Karierę kończył po sezonie 2000/2001 w barwach Sint-Truidense VV.

## Kariera trenerska
Po zakończeniu kariery piłkarskiej Mathijssen został trenerem. W latach 2001–2004 prowadził Sint-Truidense VV. W 2003 roku doprowadził klub do finału Pucharu Belgii, w którym Sint-Truidense uległo 1:3 RAA Louviéroise.
W latach 2004–2007 Mathijssen pracował w Royalu Charleroi, a w latach 2007-2009 w Club Brugge. Następnie był zatrudniony kolejno: w KSC Lokeren (2009-2010), ponownie w Royalu Charleroi (2010), w Germinalu Beerschot (2010-2012), w Beerschocie (2013), w APO Fostiras (2013-2014), w OH Leuven (2015), w KVC Westerlo (2016-2017) i w AE Larisa (2017). W latach 2018–2020 był selekcjonerem reprezentacji Belgii U-19, a w 2020 został selekcjonerem reprezentacji Belgii U-21.